# Глерауркиркья
Глерауркья (исл. Glerárkirkja) — лютеранская церковь (кирха) в городе Акюрейри на севере Исландии. Здание является одной из главных достопримечательностей города. Храм принадлежит пробству Эйяфьярдарпроувастсдайми (исл. Eyjafjarðarprófastsdæmi).
Проект церкви был создан исландским архитектором Свануром Эйриксоном в 1981 году, строительство было закончено в 2001 году.
Нынешним настоятелем храма является преп. Гуднлёйгюр Гардарсон (исл. Gunnlaugur Garðarsson); органист — Хьёртур Стейбергсон (исл. Hjörtur Steinbergsson).